# Vitalij Petrov
Vitalij Aleksandrovitj Petrov (ryska: Виталий Александрович Петров), född 8 september 1984 i Viborg, är en rysk racerförare.
Petrov har vunnit två GP2-heat. Petrov körde sin sista säsong i Formel 1 för Caterham. 
Petrov startade säsongen 2011 med en tredje plats i Australiens GP vilket också blev hans bästa resultat i Formel 1 karriären.

## Racingkarriär

### F1-karriär
| Säsong     | Stall/Tillverkare | Placering  | Lopp | Poäng | Etta | Tvåa | Trea | Pole | Varv |
| ---------- | ----------------- | ---------- | ---- | ----- | ---- | ---- | ---- | ---- | ---- |
| 2010       | Renault           | 13         | 19   | 27    |      |      |      |      | 1    |
| 2011       | Lotus             | 10         | 19   | 37    |      |      | 1    |      |      |
| 2012       | Caterham          | 19         | 20   | 0     |      |      |      |      |      |
| Sammanlagt | Sammanlagt        | Sammanlagt | 58   | 64    | 0    | 0    | 1    | 0    | 1    |

### Trea i F1-lopp
1. Australien 2011

### Snabbaste varv i F1-lopp
1. Turkiet 2010

### GP2-segrar
1. Circuito Ricardo Tormo 2007 Heat 1
2. Circuito de Valencia 2008 Heat 1
3. Istanbul Park 2009 Heat 1
4. Circuito de Valencia 2009 Heat 1

### GP2 Asia Series-segrar
1. Sepang International Circuit 2008 Heat 1
2. Sepang International Circuit 2008–09 Heat 2